# تابوبيا مسطحة الأزهار
تابوبيا مسطحة الأزهار (الاسم العلمي:Tabebuia platyantha) هي نوع من النباتات تتبع جنس التابوبيا من الفصيلة البنيونية.